# Anne Marie Carl-Nielsen

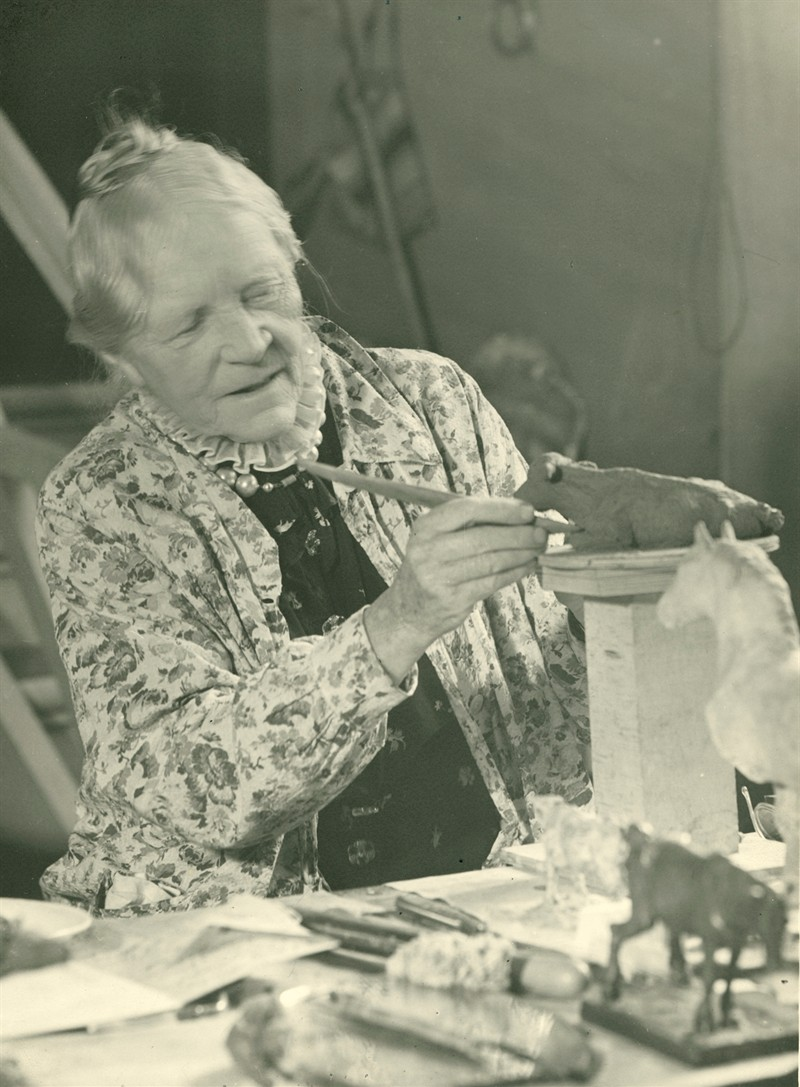
Anne Marie Carl-Nielsen

Anne Marie Carl-Nielsen, auch Anna Maria Carl-Nielsen, (* 21. Juni 1863 auf dem Gut Tygesminde in Sønder Stenderup Sogn bei Kolding; † 22. Februar 1945 in Kopenhagen) war eine dänische Bildhauerin.

## Leben
Anna Maria Carl-Nielsen war die Tochter des Landwirts Paul Julius Brodersen (* 1828; † 14. September 1899) und seiner Ehefrau Frederikke Johanne, geborene Gylling (* 1826; † 1904). Sie wuchs auf einem großen Bauernhof mit vielen Tieren auf; ihr Vater war einer der Ersten, der Vieh direkt aus England importierte. Carl-Nielsen entwickelte bereits als Kind künstlerische Neigungen, ihre erste Arbeit war 1875 ein kleines Schaf aus Lehm aus dem Bauerngarten. Sie kam 1880 in die Schnitzschule von Christian Carl Magnussen in Schleswig, wo sie drei Monate blieb und vornehmlich das Zeichnen erlernte.
1882 ging sie nach Kopenhagen und besuchte die Zeichenschule für Frauen von Wilhelm Klein. Im November desselben Jahres wurde sie Schülerin des Bildhauers August Saabye (1823–1916), bei dem sie mehrere Jahre arbeitete. Weitere Lehrer waren die Maler Jørgen Roed und Henrik Olrik (1830–1890). 1884 stellte sie erstmals auf der Charlottenburger Frühjahrsausstellung eine Porträtbüste aus, und 1887 gewann sie eine Geldprämie für die Springbrunnengruppe Thor mit der Midgardschlange. 1895 gewann sie eine Prämie für einen Entwurf für das Hauptportal des Kopenhagener Rathauses. Im gleichen Jahr zeigte der Kopenhagener Kunstverein ihre Werke in einer Einzelausstellung. 1889 besuchte sie für ein knappes Jahr die neu eröffnete Kunstschule für Frauen in Kopenhagen, die der Königlich Dänischen Kunstakademie gleichgestellt war und die es ihr ermöglichte, an dem Wettbewerb um die Goldmedaille der Akademie teilzunehmen, bei dem sie jedoch nicht erfolgreich war.
Gemeinsam mit der Bildhauerin Agnes Lunn (1850–1941) reiste sie 1889 in die Niederlande, nach Belgien und zur Weltausstellung in Paris; dort gewann sie die Bronzemedaille für die Bronzeskulptur Zwei Kälber. Den Winter 1890 bis 1891 verbrachte sie, dank eines Reisestipendiums der Kopenhagener Akademie der Schönen Künste, in Paris. Von 1892 bis 1944 beteiligte sie sich regelmäßig an den Ausstellungen in den Freien Ausstellungshallen in Kopenhagen, hier wurden ihre Werke 1931 in einer Einzelausstellung gezeigt.
Carl-Nielsen hielt sich von 1899 bis 1900 in Italien, 1903 in Athen und Konstantinopel und 1928 in Griechenland und Ägypten auf. Sie beteiligte sich an den Olympischen Sommerspielen 1932 bei den Wettbewerben für künstlerische Leistungen.
Am 18. April 1891 heiratete sie den dänischen Kapellmusiker Carl Nielsen, den sie am 2. März 1891 in Paris kennengelernt hatte. Gemeinsam hatten sie drei Kinder:
- Irmelin Johanne Carl-Nielsen (* 9. Dezember 1891; † 9. September 1974), verheiratet mit Eggert Møller (Eggert Hugo Heiberg Møller (* 1893) aus Hellerup in Dänemark);
- Anne Marie Frederikke Carl-Nielsen (* 4. März 1893; † 17. April 1983 in Hørsholm), Malerin und Schriftstellerin, verheiratet mit dem ungarischen Musiker Emil Telmányi;
- Hans Børge Carl-Nielsen (* 5. September 1895; † 13. August 1956 in Kolding).

In der Zeit von 1919 bis 1922 lebte das Paar getrennt. Die Beerdigung von Anne Marie Carl-Nielsen fand in der Kopenhagener Kathedrale statt, sie ist auf dem Vestre-Friedhof neben ihrem Ehemann begraben.
1957 wurde die Stiftung Carl Nielsen og Anne Marie Carl-Nielsens Legat ins Leben gerufen, die jährlich Ehrenpreise vergibt; es ist der größte eigenständige Kulturpreis Dänemarks.

### Künstlerisches Wirken
Carl-Nielsen schuf verschiedene Porträtbüsten und Denkmale, in erster Linie aber figürliche Kleinplastiken, insbesondere Tierfiguren, die von einem eindringlichen Realismus geprägt sind. Daneben fertigte sie impressionistisch aufgefasste Skizzen und Studien von Tieren in Bewegung. Um die Jahrhundertwende zeigte sie sich vom Jugendstil beeinflusst.
In Athen kopierte sie die Poros-Gruppe aus dem Giebel des Alten Athena-Tempel. Hierbei entstand ein Relief eines Löwenkopfs mit entblößten Zähnen, der über vier gefalteten Flügeln ruht. Die figürliche Darstellung befindet sich seit 1904 als Löwe des heiligen Markus am Nordportal des Doms zu Ribe; dazu schuf sie noch weitere künstlerische Arbeiten an den drei Türen des Doms.
Kunstwerke am Dom von Ribe

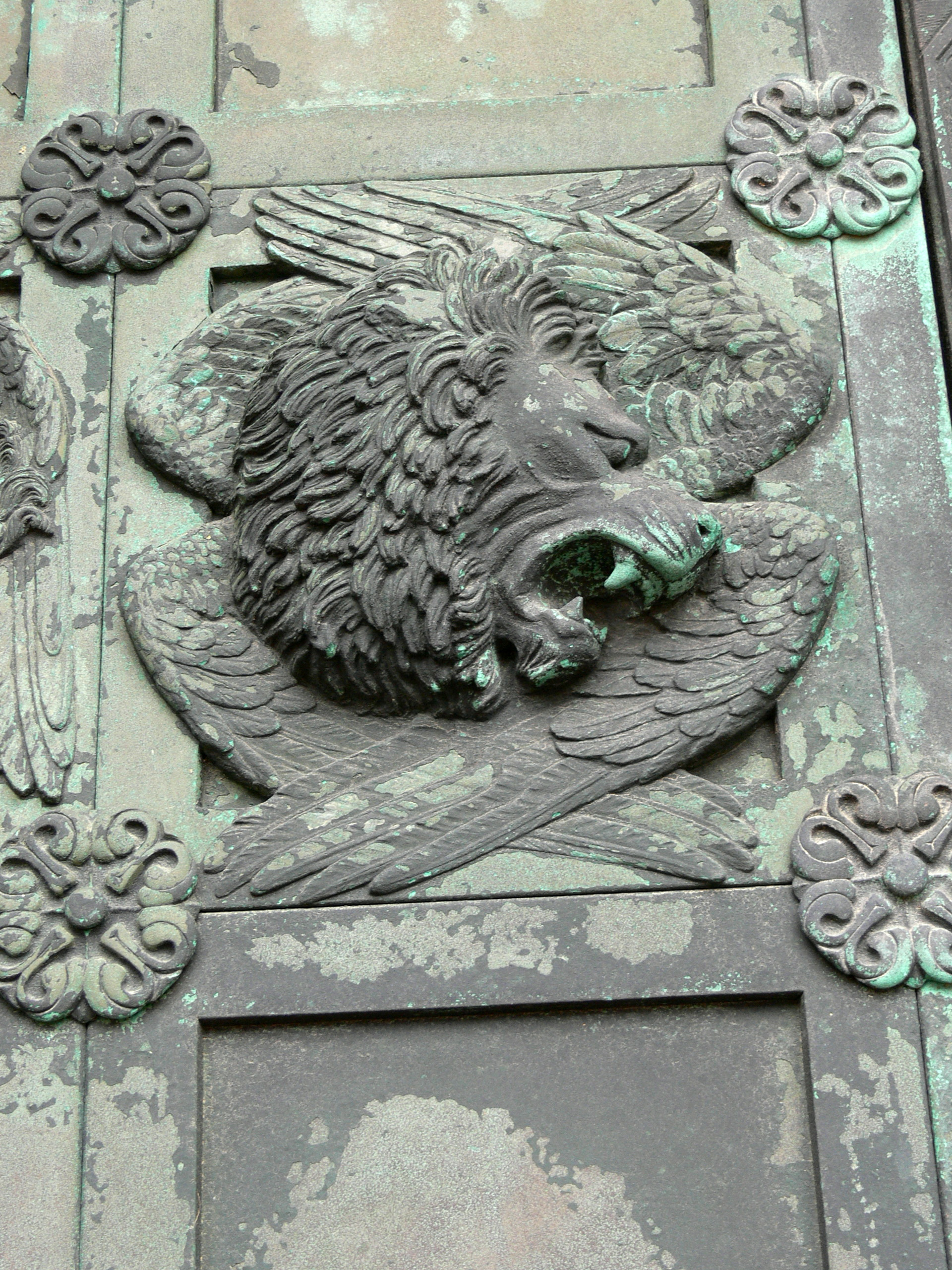
Löwe des heiligen Markus
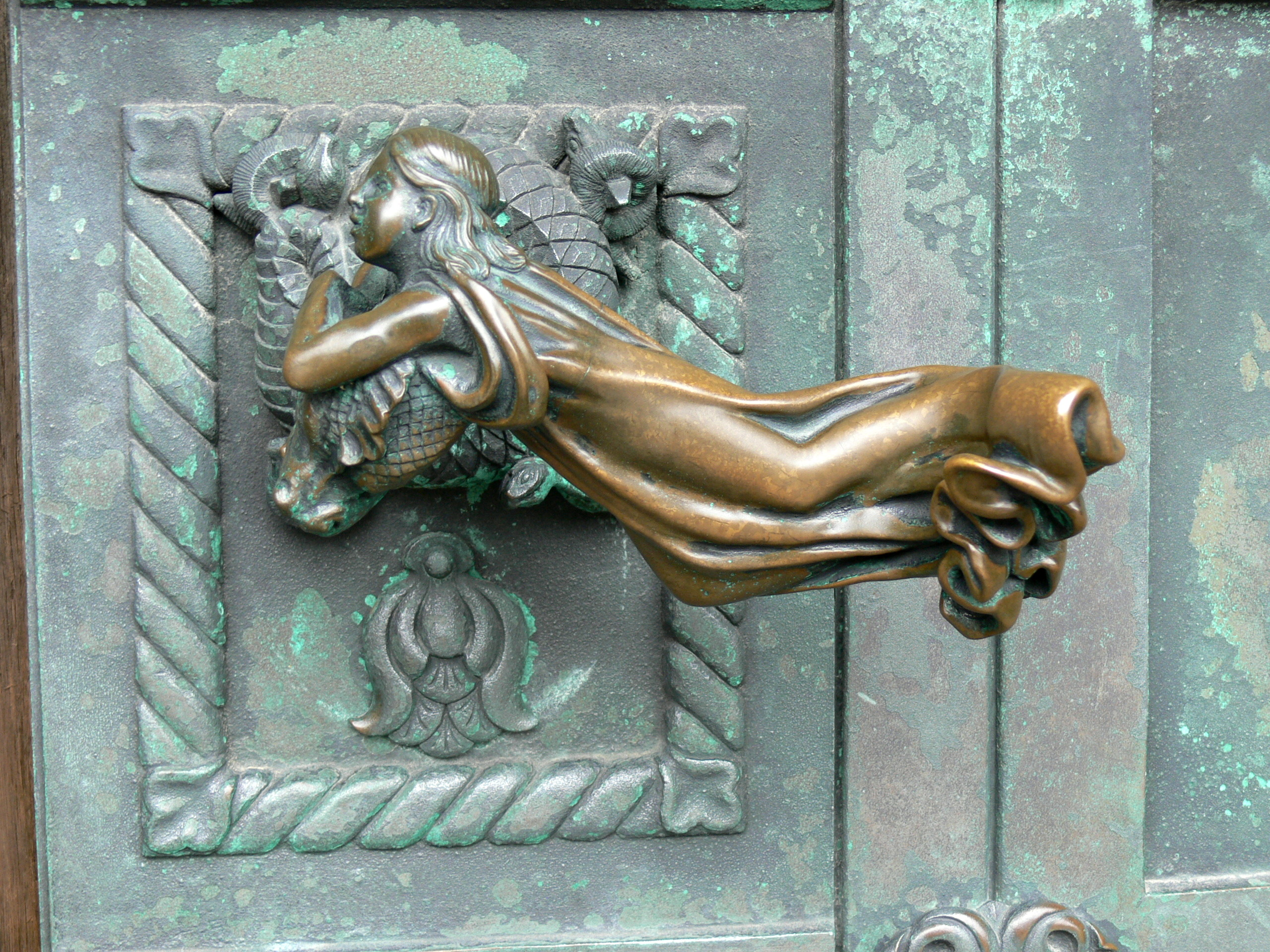
Türgriff in Form eines Mädchens
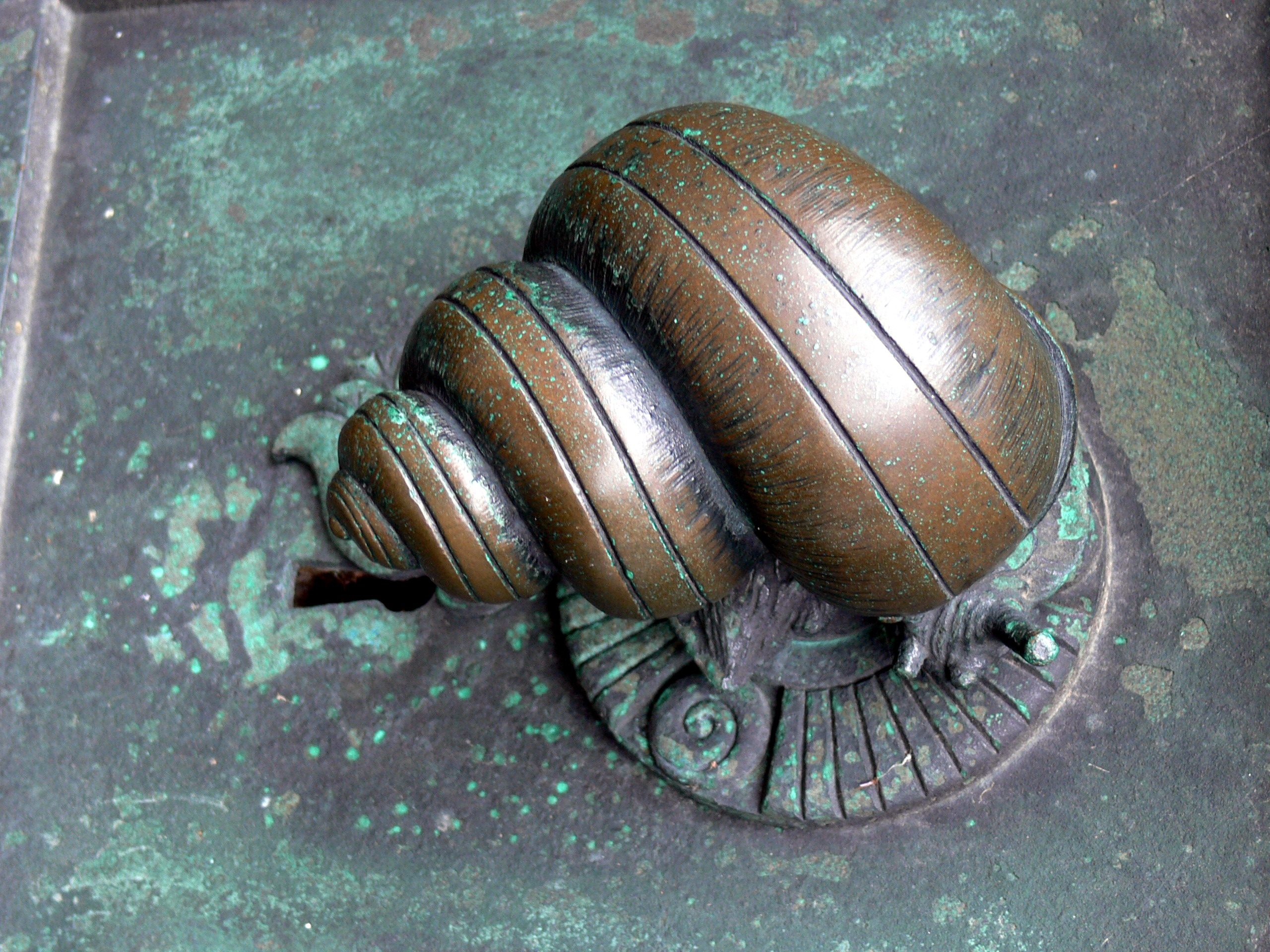
Türgriff in Form einer Schnecke
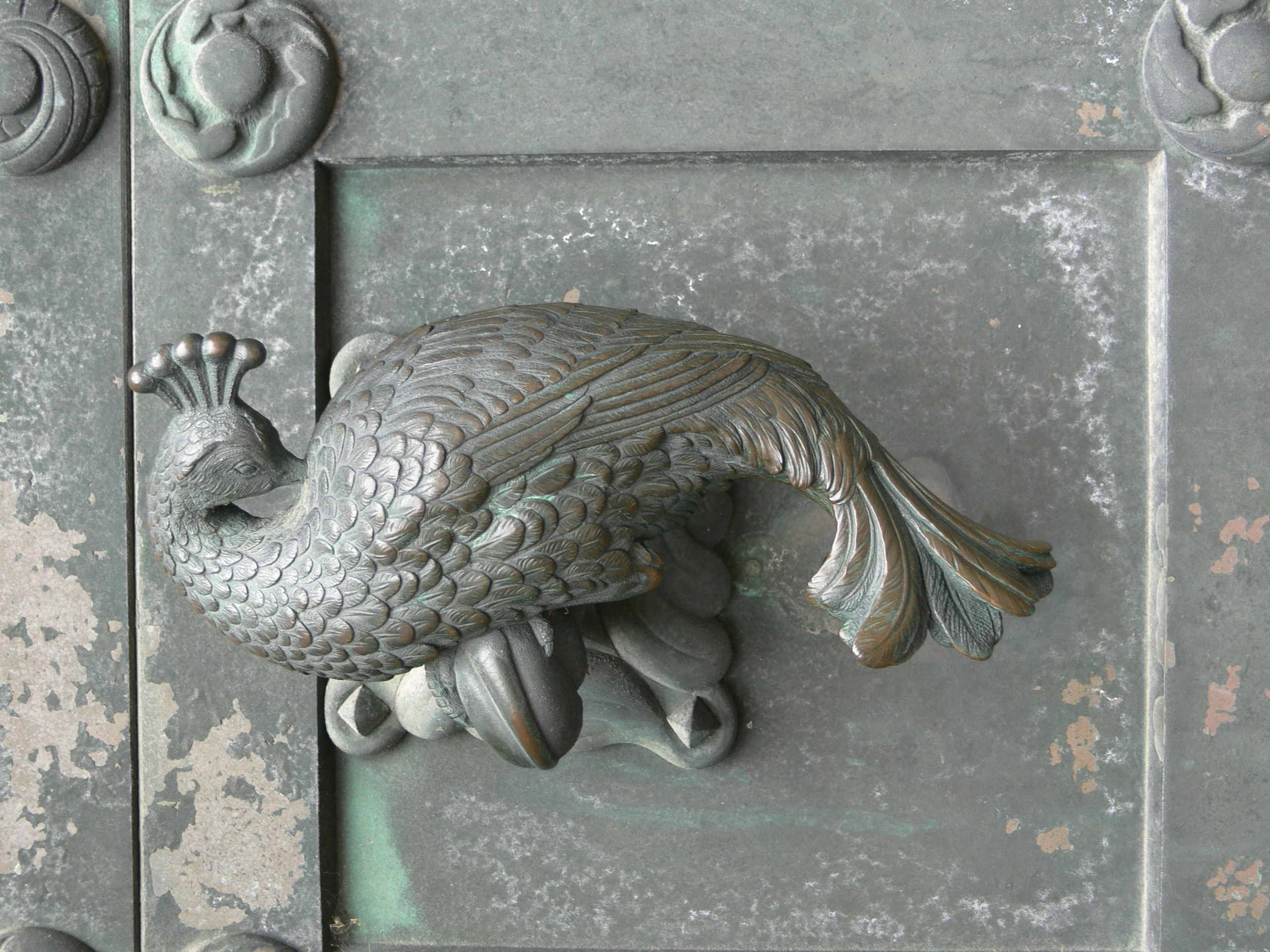
Türgriff in Form eines Pfaus

### Ausstellungsbeteiligungen außerhalb Dänemark
- 1889: Weltausstellung Paris
- 1893: Weltausstellung Chicago
- 1904: Dresden
- 1906: Jahrhundertausstellung Berlin
- 1910–1911: Berlin
- 1911: Rom
- 1912: Brighton
- 1914: Malmö
- 1927: Brooklyn
- 1933: Paris
- 1936: Berlin, anlässlich der Olympiade[4]

## Ehrungen
- Am 17. November 1927 wurde Anne Marie Carl-Nielsen von König Christian X. von Dänemark mit der dänischen Verdienstmedaille Ingenio et arti ausgezeichnet.[5]
- 1928 schuf sie eine Porträtbüste ihres Mannes, für die sie 1932 die Thorvaldsen-Medaille erhielt.[6]
- Sie wurde 1943 als Ehrenmitglied in der dänischen Bildhauergesellschaft aufgenommen.
- 1946 fand im Gebäude der Freien Ausstellungshalle in Kopenhagen eine Gedächtnisausstellung statt.

## Mitgliedschaften
- Anne Marie Carl-Nielsen war seit 1893 ständiges Mitglied der Freien Ausstellungshallen in Kopenhagen.
- Sie gründete 1916 mit der Malerin Anna Ancher eine Künstlerinnenvereinigung.

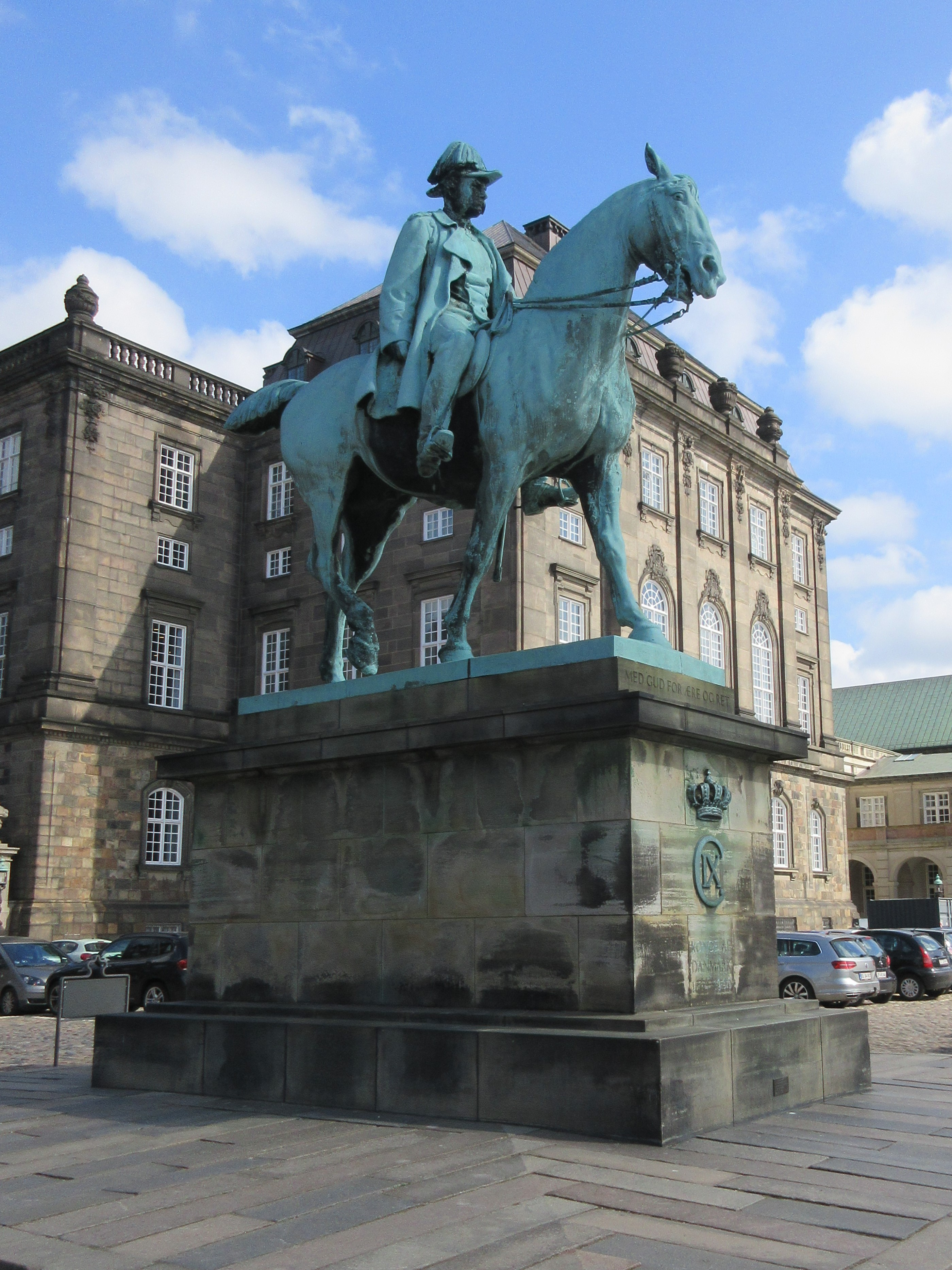
Reiterstatue von Christian IX.

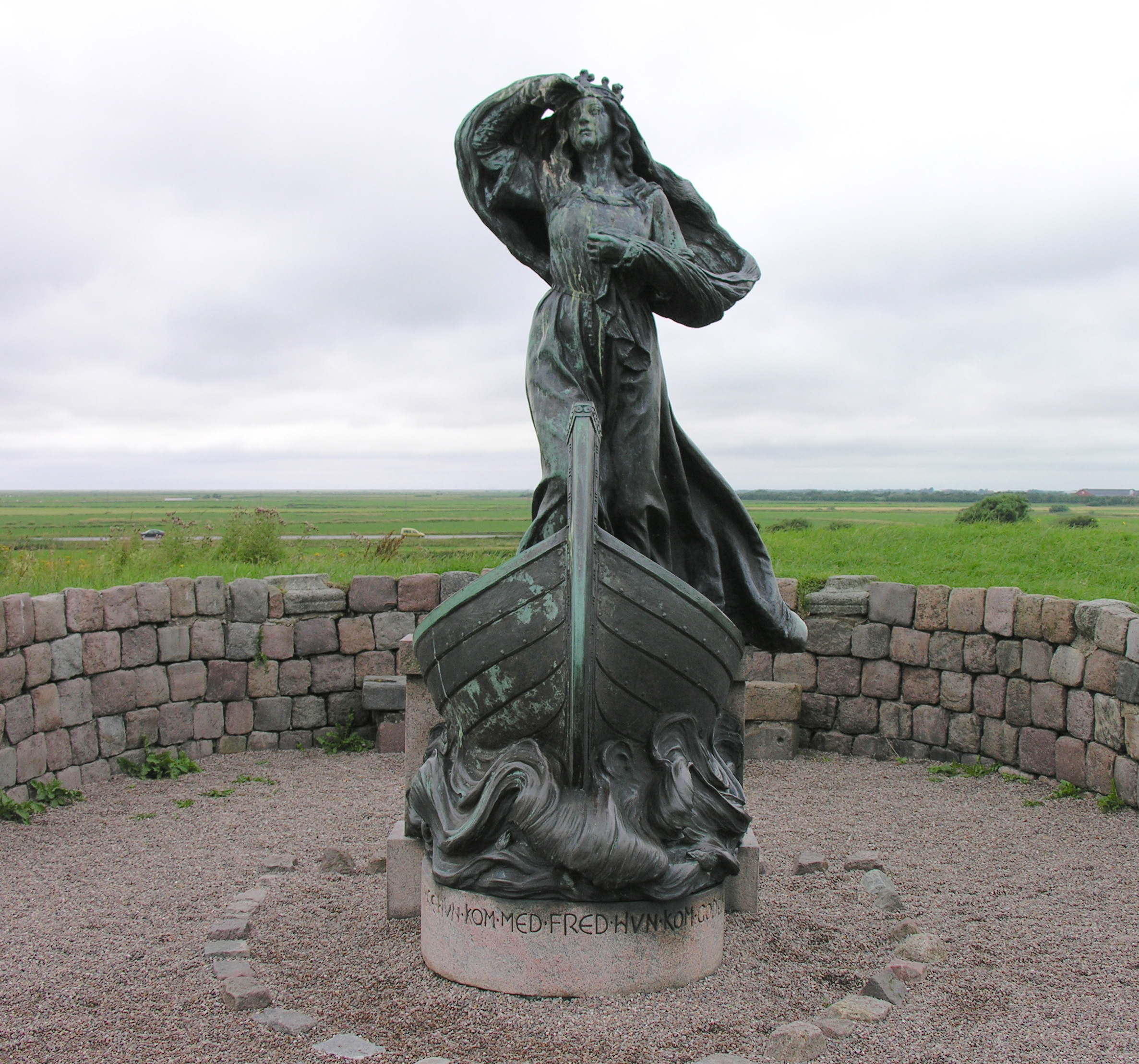
Statue der Königin Dagmar in Ribe

## Werke (Auswahl)
- Ihr Hauptwerk ist das 1908 beauftragte Reiterdenkmal König Christian IX. auf dem Christiansborger Schloßhof in Kopenhagen, das am 15. November 1927 enthüllt wurde; sie war die erste Frau, die einen derartigen Auftrag erhielt. Der den König tragende Hengst war nach dem Vorbild des Celler Landbeschälers Flinparth modelliert.[7]
- Sie schuf 1913 das Denkmal für Königin Dagmar im Schloss Riberhus in Ribe.
- 1927 schuf sie das Denkmal von Skipper Clement in Aalborg.[8]
- 1932 wurde auf Skagen ein Teil des Sockels des Reiterdenkmals als dänischer Fischer und Retter (Dansk Fisker og Redningsmand) errichtet.
- In Nørre Lyndelse befinden sich zwei Statuen zum Gedenken an ihren Ehemann. Das Erste ist eine Büste auf dem Schulhof der Carl-Nielsen-Schule. Die Büste wurde 1960 bei der Einweihung der Schule von der New Carlsberg Foundation gestiftet. Die zweite Statue von 1933 zeigt Carl Nielsen als kleinen Flötenspieler auf einem Baumstumpf an der Autobahn in der südwestlichen Ecke des Pfarrgartens, direkt neben dem Pflegeheim.
- 1939 wurde das Carl-Nielsen-Denkmal an der Straße Grønningen im Zentrum von Kopenhagen enthüllt, das einen jungen Mann, der auf einem flügellosen Pegasus Panflöte spielt und auch als Musikkens Genius bekannt ist.[9]
- 1942 schuf sie Dronning Margrete I in Roskilde.[10]
- In Odense sind ihre Werke im Museum ihres Ehemannes ausgestellt.[11]